# Candelaria Ruz Patrón
Candelaria Ruz Patrón (Valladolid, Yucatán, 1874-Mérida,Yucatán, 1932) fue una maestra y feminista mexicana.

## Biografía
Ruz Patrón cursó sus primeros estudios en el Instituto Literario de Niñas, en Mérida, donde se graduó de profesora de instrucción primaria inferior y superior en 1889.
Participó de forma destacada en el Primer Congreso Pedagógico, celebrado en Mérida del 11 al 15 de septiembre de 1915. Formó parte de la comisión que dictaminó favorablemente la implantación de la Escuela Racionalista. Durante su ponencia señaló que el feminismo no pretendía que las mujeres se impusieran a los hombres, sino que proponía la igualdad intelectual y el camino a seguir para llegar a esa igualdad, basado en los principios del liberalismo. Directora de las escuelas Juárez y Martina Marín, de Progreso, y Josefa Ortiz de Domínguez, nocturna para obreros, de Mérida. Se le distinguió con un diploma otorgado por el Secretario de Educación Pública.

### Congresos Feministas
Del 23 de noviembre al 3 de diciembre de 1916, en Mérida, Yucatán, se llevó a cabo el Segundo Congreso Feminista, evento del que existen escasos registros en la Hemeroteca Nacional. Una característica del Segundo Congreso fue la participación de profesoras yucatecas en su mayoría, quienes ya en ese momento eran mujeres destacadas en la entidad y representaron la punta de lanza de las luchas de la mujer por el acceso pleno a la educación y al ejercicio de su ciudadanía. Ruz Patrón participó tanto en el Primer Congreso Feminista celebrado en 1916 como en el segundo a finales del mismo año. En enero de 1916, se efectuó en Mérida, Yucatán, el Primer Congreso Feminista, acontecimiento insólito que congregó a 615 mujeres de México, en un país cuyo censo era de más de 15 millones de personas, de las cuales el 75% eran analfabetas. Las más participativas fueron las maestras, aunque también hicieron presencia mujeres de reconocida influencia en la comunidad. Cada una iba con una clara idea de lo que se trataba el Congreso y en las reuniones para la organización del mismo se habían discutido previamente.La visión del feminismo entre las congresistas estaba dividida entre las que temía que las enfrentara con los hombres y las que lo asumían sin temores. Una de las más elocuentes al respecto fue la profesora Ruz Patrón quien se pronunció como feminista defensora de los hombres y argumentó que era feminista pero de especie masculinista. Se distinguió en este congreso por estar a favor de la inclusión del elemento masculino en las causas de las mujeres. Ruz Patrón pidió la palabra afirmando haber buscado en todos los diccionarios la palabra “feminismo” sin haberla encontrado. Empero, en su concepto, significa “la defensa de los derechos de la mujer y en este sentido, los hombres pueden también ser feministas” por lo que “quienes puedan aportar sus luces deben hacerlo”.El incidente provoca que otro asistente solicite se les dé voz y voto a los participantes en el Congreso. La presidenta se desconcierta aunque contesta que si desean obtener voz y voto se dirijan al Ejecutivo que es quien puede resolver; pero que, en su opinión, si se concediese la voz y voto a los hombres, el congreso perdería su carácter de feminista.
Ruz Patrón después de la celebración del Segundo Congreso Feminista de Yucatán en 1919 junto con Elvia Carrillo Puerto y otras congresistas, que manifestaron una posición avanzada, sobre todo maestras de clase media que conectaron el desarrollo de la educación con la política, se integraron en el movimiento feministas de la Liga Rita Cetina Gutiérrez fundada. Fue Hermila Galindo quien presidió esta fundación de la asociación feminista Rita Cetina Gutiérrez. La labor de Ruz Patrón consistió en hablar a las mayas de sus derechos y de educación sexual.
Ruz Patrón murió el 15 de junio de 1932, en la ciudad de Mérida, Yucatán.